# Balboa Park (BART)
Balboa Park is het zuidelijkste metrostation in de Amerikaanse stad San Francisco (Californië). Het ligt bij de remise van de SF Muni en drie van hun lijnen hebben hier ook hun eindpunt. Daarnaast doen vier lijnen van het BART-netwerk het station aan.